# Episodi di Lady Cop (sesta stagione)
| nº   | Titolo originale           | Titolo italiano    | Prima TV Germania | Prima TV Italia |  |
| ---- | -------------------------- | ------------------ | ----------------- | --------------- |  |
| 1-60 | Auf der Flucht             |                    | 2 gennaio 2006    |                 |  |
| 2-61 | Der letzte Ausweg          |                    | 9 gennaio 2006    |                 |  |
| 3-62 | Das tödliche Ende vom Lied |                    | 16 gennaio 2006   |                 |  |
| 4-63 | Wer die Braut erschießt    |                    | 23 gennaio 2006   |                 |  |
| 5-64 | Tod auf dem Main           | Omicidio sul fiume | 30 gennaio 2006   |                 |  |
| 6-65 | Das Fest                   |                    | 6 febbraio 2006   |                 |  |
| 7-66 | Mörderische Zwänge         |                    | 6 marzo 2006      |                 |  |

## ?
- Titolo originale: Auf der Flucht
- Diretto da: Rolf Liccini
- Scritto da: Eva Zahn, Volker A. Zahn

- Titolo originale: Der letzte Ausweg
- Diretto da:
- Scritto da: Eva Zahn, Volker A. Zahn